# Hypoleria typhaena
Hypoleria typhaena är en fjärilsart som beskrevs av Charles Oberthür. Hypoleria typhaena ingår i släktet Hypoleria och familjen praktfjärilar. Inga underarter finns listade i Catalogue of Life.